# Epactoides madecassus
Epactoides madecassus är en skalbaggsart som beskrevs av Renaud Maurice Adrien Paulian 1936. Epactoides madecassus ingår i släktet Epactoides och familjen bladhorningar. Inga underarter finns listade i Catalogue of Life.